# نوفل (اسم)
نوفل هو اسم علم مذكر من أصل عربي، ويعني الشاب الجميل الوجه والرجل المعطاء.

## شخصيات تحمل الاسم
- نوفل الجمالي (سياسي من تونس، 1976 – )
- نوفل الطرابلسي (1812 – 1887)
- نوفل العواملة (6 مارس 1984 – )
- نوفل الورتاني (1978 – )
- نوفل بن الحارث
- نوفل بن خويلد (أخو أم المؤمنين خديجة وأحد كبار المشركين المعادين للإسلام، قتل في معركة بدر الكبرى، – 624)
- نوفل بن رباح (ملاكم تونسي، 18 نوفمبر 1977 – )
- نوفل بن عبد مناف ( – عقد 510)
- نوفل بن معاوية الدؤلي
- نوفل شمعون (موسيقي عراقي، 28 نوفمبر 1968 – )

## وصلات خارجية
- موسوعة السلطان قابوس لأسماء العرب